# Bitwa rudnicka

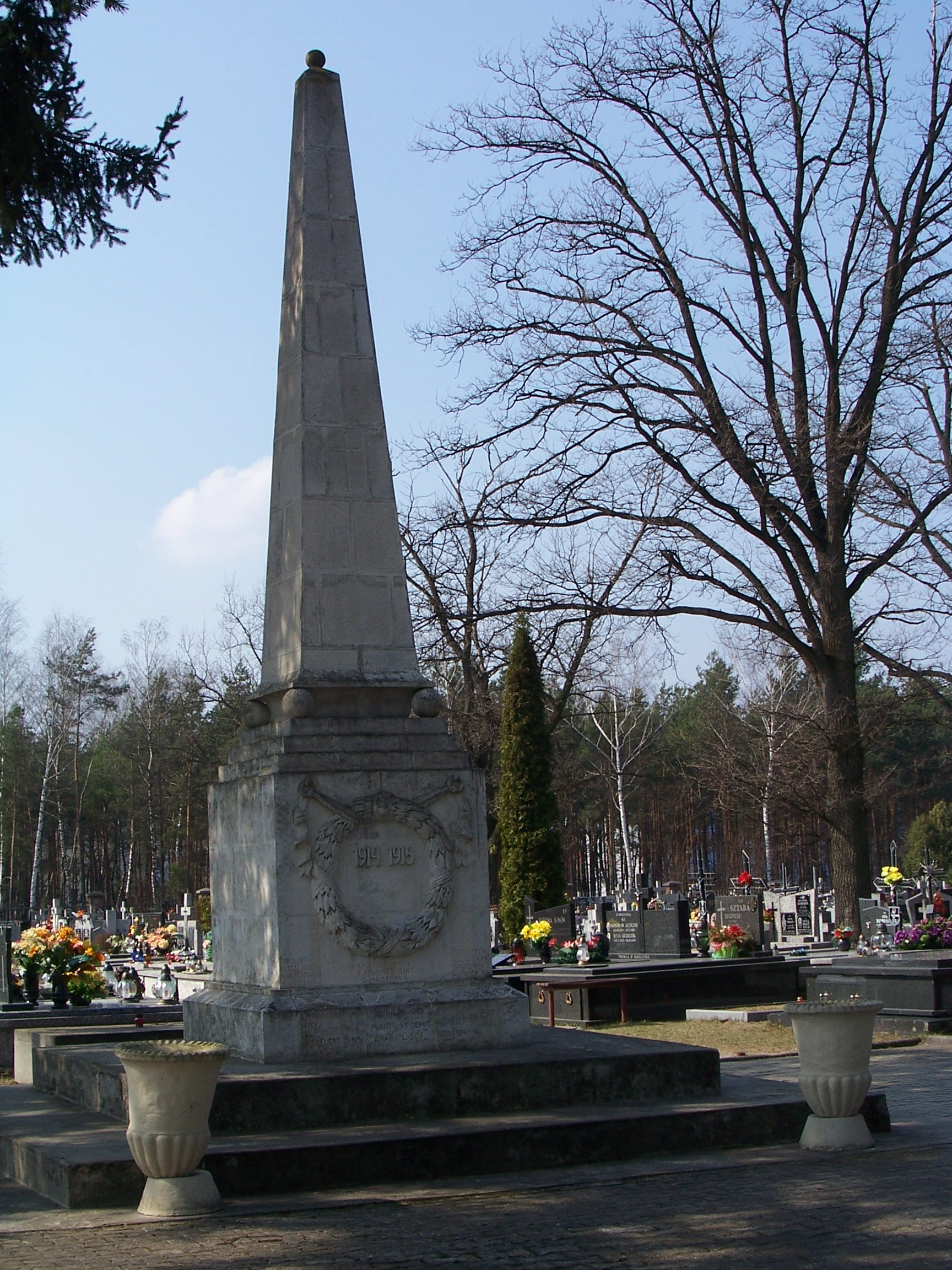
Pomnik poległych w walkach pod Rudnikiem 1914–1915

Bitwa pod Rudnikiem – walki toczone o przeprawy na Sanie w rejonie Rudnika nad Sanem w czasie I wojny światowej. Krwawe walki prowadzone były w dniach od 14 października do 2 listopada 1914 r. pomiędzy 1., 4 Armią austro-węgierską a 3 Armią rosyjską. Wojska austro-węgierskie próbowały sforsować San w ramach tzw. kontrofensywy jesiennej (operacja Wisła–San) prowadzonej przez armie sprzymierzone (austro-węgierską i niemiecką). Wojskom austriackim nie tylko nie udało się sforsować Sanu i powstrzymać Rosjan, którzy w nocy z 17 na 18 października przełamali front i utworzyli przyczółki na lewym brzegu rzeki. Operacja Wisła–San zakończyła się niepowodzeniem i odwrotem na linię rzeki Białej i Dunajca, czyli na stanowiska wyjściowe do nieudanej kontrofensywy. W efekcie bitwy, na terenach okalających Rudnik nad Sanem pozostały groby tysięcy zabitych żołnierzy obu armii, ludności cywilnej. Samo miasto zostało zburzone w 75%.
Kolejny raz walki o Rudnik prowadzone były w maju i czerwcu 1915 r. po sukcesie pod Gorlicami.